# Classe Helgoland (incrociatore)
Gli incrociatori leggeri della Marina Imperiale Austro-Ungarica della classe Helgoland erano delle unità derivate dalla modifica dell'incrociatore SMS Admiral Spaun.
Le navi di questa classe, i cui nomi erano SMS Helgoland, SMS Saida ed SMS Novara erano delle unità manovriere e veloci, ma con scarsa protezione, tuttavia queste unità nel corso della prima guerra mondiale si sono rivelate ideali, insieme con i cacciatorpediniere della classe Tátra per la guerra marittima in Adriatico effettuando varie incursioni contre le coste e i porti italiani, tentando in più occasioni di forzare il blocco del Canale d'Otranto che impediva alla Marina austriaca l'accesso al Mediterraneo per minacciare le operazioni alleate. Il tentativo più rilevante venne effettuato nella notte del 14-15 maggio 1917, quando le tre unità della classe, supportati dai cacciatorpediniere Csepel, Balaton e da tre sommergibili, ma la formazione navale Austroungarica al comando dell'ammiraglio Miklós Horthy venne intercettata da una formazione salpata da Brindisi formata da due incrociatori britannici, scortati da un esploratore italiano e da cacciatorpediniere italiani e francesi. Nel corso del combattimento che ne seguì gli incrociatori britannici danneggiarono il Saida e misero fuori combattimento il Novara e lo stesso Horthy venne gravemente ferito.
Al termine del conflitto due unità di questa classe vennero cedute all'Italia ed una alla Francia in conto riparazione danni di guerra. Le unità cedute all'Italia hanno costituito la Classe Venezia e nella Regia Marina sono state classificate esploratori.

## Unità

### Helgoland, poiBrindisi
La nave è stata costruita nel cantiere Danubius di Fiume, dove il suo scafo è stato impostato il 28 ottobre 1911. La nave varata il 23 novembre 1912 e completata il 29 agosto 1914, venne battezzata SMS Helgoland in ricordo della battaglia di Helgoland del 1864.
Nel corso della battaglia del Canale d'Otranto venne fatto segno di 5 colpi nemici che causarono nel suo equipaggio 1 morto e 24 feriti.
Al termine del conflitto la nave venne ceduta all'Italia il 19 settembre 1920 in conto riparazioni di guerra e ribattezzata Brindisi, entrando in servizio nel 1923 dopo essere stata sottoposta a lavori di rifacimento.
Dal 1º aprile 1926 fu al comando del capitano di vascello Giulio Valli fino al 26 luglio successivo.
A partire dal 1927 la nave venne utilizzata per alloggiamento truppe prima ad Ancona, poi a Pola, Genova, La Spezia ed infine a Venezia, fino alla sua radiazione, avvenuta l'11 marzo 1937.

### Saida, poiVenezia
La nave è stata costruita nel Cantiere Navale Triestino di Monfalcone, dove il suo scafo è stato impostato il 9 settembre 1911. La nave varata il 26 ottobre 1912 e completata il 1º agosto 1914, venne battezzata SMS Saida. Nel corso del conflitto nella battaglia del Canale d'Otranto venne fatto segno di tre colpi da parte delle artiglierie inglesi e tre componenti dell'equipaggio rimasero feriti.
Al termine del conflitto la nave venne ceduta all'Italia il 19 settembre 1920 in conto riparazione danni di guerra e ribattezzata Venezia. Dal 4 luglio 1930 al 16 marzo 1935, rimase ancorata a Genova dove dopo la radiazione, avvenuta l'11 marzo 1937 insieme all'unità gemella Brindisi venne usata come nave caserma.

### Novara, poiThionville
La terza unità della classe venne realizzata nel cantiere Ganz & Co. Danubius di Fiume, dove il suo scafo è stato impostato il 9 dicembre 1912. La nave varata il 15 febbraio 1913 e completata il 10 gennaio 1915 venne battezzata SMS Novara in ricordo della battaglia di Novara del 1849 in cui le truppe austriache guidate dal maresciallo Radetzky sconfissero quelle piemontesi guidate da Re Carlo Alberto mettendo fine alla prima guerra di indipendenza. Nel corso della battaglia del Canale d'Otranto il Novara venne fatto segno di 45 colpi nemici che causarono nel suo equipaggio 14 morti e 24 feriti e gravemente danneggiato nell'apparato motore venne trainato dal Saida nel porto di Cattaro.
La nave al termine del conflitto venne ceduta nel 1920 alla Francia in conto riparazioni di guerra e ribattezzato Thionville venne utilizzata in Mediterraneo per l'addestramento dei cannonieri ed appoggio della scuola siluristi sino al 1932 quando venne radiata e successivamente utilizzata come caserma a Tolone fino al 1941 quando venne venduta per la demolizione, avvenuta nel 1942.